# Elena Godina
Elena Mikhailovna Godina (em russo:  Елена Михайловна Година) (Sverdlovsk, 17 de setembro de 1977), é uma ex jogadora de voleibol da Rússia. Tem 1,94 metros de , 72 quilos e pés tamanho 47.
Sua última equipe foi no Dinamo Moscou, da Rússia. Pela Seleção Russa conquistou o Campeonato Mundial de Voleibol de 2006 e a medalha de prata nas Olimpíadas de Sydney em 2000.

## História
Ainda jovem Godina já integrava a equipe do técnico Nikolai Karpol. Sua estreia em Olimpiadas foi em Atlanta 1996, Godina integrava o time titular e jogava ao lado de jogadoras importantes com Artamanova, Morozova, Sokolova e Gratcheeva. Em 2000 sua experiência rendeu a sua seleção a medalha de prata nos Jogos de Sydney. Em 2004 Godina não participou dos Jogos de Atenas por causa de sua briga com o técnico Karpol. Godina voltou a integrar a Seleção Russa em 2006 onde conquistou o Campeonato Mundial em 2006.